# Grupo Argos

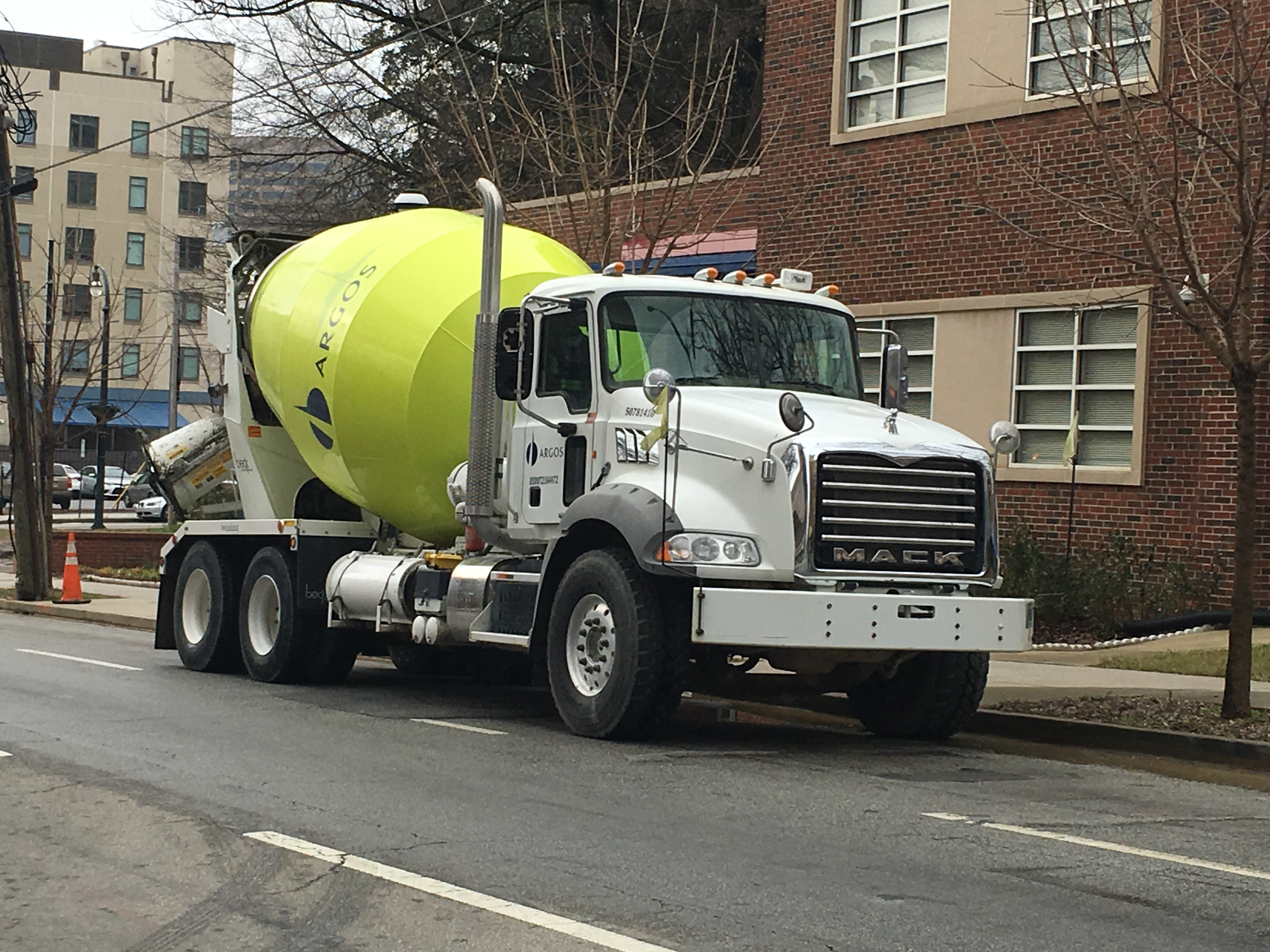
Camión mezclador de cemento Argos en Atlanta, Georgia

Grupo Argos es un conglomerado colombiano con grandes inversiones en el sector de la infraestructura, con negocios en energía, concesiones viales y aeroportuarias, y cemento. Su compañía cementera Argos tiene operaciones en Colombia, Estados Unidos, Panamá, Honduras y el Caribe. Es una empresa componente del índice COLCAP.
Celsia, su filial de energía e internet, posee plantas de generación hidroeléctricas, térmicas, solares y eólicas en Colombia, Panamá y Costa Rica, y distribuye energía a más de un millón de clientes en Colombia.
Odinsa, su filial de concesiones viales y aeroportuarias administra activos como el Aeropuerto El Dorado, en Bogotá; el Aeropuerto Mariscal Sucre, en Quito; entre otros. 

## Historia de la compañía
Argos fue fundada en Medellín el 27 de febrero de 1934. En 1936, comenzó a producir y emitió su primer dividendo en 1938. Después de su asociación con Cementos del Nare, comenzó a crear compañías en varias regiones occidentales de Colombia: Cementos del Valle en 1938, del Caribe en 1944, El Cairo en 1946, De Caldas en 1955, de Tolcecio en 1972, de Colclinker en 1974 y de Cementos Ríoclaro en 1982. En los años noventa, adquirió la participación accionarial en Cementos Paz del Río.
Argos compró la Corporación de Cemento Andino en Venezuela en 1998. Posteriormente estableció alianzas para realizar inversiones en República Dominicana, Panamá y Haití. En 2005, fusionó todas sus empresas productoras de cemento en Colombia y compró Southern Star Concrete y Concrete Express en Estados Unidos. Al año siguiente compró Ready Mixed Concrete Company en Estados Unidos y fusionó sus empresas productoras de concreto en Colombia y luego compró el cemento y activos concretos de Cementos Andino y Concrecem en Colombia. En octubre de 2011, compró las operaciones de Lafarg] en el sureste de Estados Unidos, agregando dos plantas de cemento, una trituradora de clinker, 79 plantas de hormigón y cinco terminales a la operación de Argos en los Estados Unidos. Hasta 2012, la compañía se llamó Inversiones Argos.
En diciembre de 2024, Se hizo oficial un acuerdo de escisión con Grupo Sura tras años de haber mantenido participaciones accionarias cruzadas.

## Activos
Tiene cuatro puertos en los Estados Unidos y cuatro en Colombia así como dos en Venezuela, uno en Panamá, uno en la República Dominicana y uno en Haití. En Colombia, Argos es el más grande transportador de carga terrestre. Tiene 13 plantas productoras de cemento, del cual 10 están localizadas en Colombia y el resto en Panamá, Haití y la República Dominicana. Cuatro de las 10 plantas colombianas están localizadas en el área norte de Colombia y se dedica a exportar, mientras para la demanda doméstica existen 6 plantas localizadas en Antioquia, Cundinamarca, Valle del Cauca, Boyacá y, hasta 2016 que se ordenó su cierre, Santander, para quedar con las actuales.
La capacidad de producción de concreto de Argos en Colombia es de solo 1,7 millones de metros cúbicos por año, con 40 plantas y 230 mezcladoras.
En Estados Unidos es donde Argos tiene su mayor capacidad de producción de concreto (8,9 millones de metros cúbicos por año). Hay 134 plantas de producción de concreto y 1350 mezcladoras. Su sede de operaciones en los Estados Unidos se encuentra en Alpharetta.
Grupo Argos cuenta con un portafolio diversificado de inversiones a través de sus principales filiales: Cementos Argos, Celsia  y Odinsa. Cementos Argos se especializa en la producción y comercialización de cemento y concreto, con presencia en varios países de América. Celsia es la empresa del grupo dedicada al sector energético, enfocada en la generación y distribución de energía a partir de fuentes renovables. Por su parte, Odinsa se encarga de las concesiones en infraestructura, particularmente en proyectos viales y aeroportuarios.